# 리카르도 안토니오 차비라
리카르도 안토니오 차비라(스페인어: Ricardo Antonio Chavira, 1971년 9월 1일 ~ )는 미국의 배우이다.